# God Eater
God Eater (укр. Пожирач богів) — серія манги у стилі ранобе автора Сайта Рокуро, у 2 томах вийшла у 2009 році.
Аніме вийшло у прокат на основі серії популярних ігор компанії Bandai Namco Entertainment і проєкту God Eater анімаційної студії ufotable та режисера Хірао Такаюкі (Kara no Kyoukai Mujun Rasen, Magical sisters Yoyo & Nene). Уперше аніме опубліковано 12 липня 2015 у неділю о 23:30 у Японії.

## Сюжет
Далекий Схід 2071 рік. Володіння шалених богів...
На початку 2015 невідома форма життя, названа "Клітинами Оракула", поставила під загрозу все живе на Землі. Їх вовчий апетит і надзвичайна адаптація викликала страх і захоплення, згодом утвердившись у назву "Арагамі". У боротьбі з ворогом, який абсолютно невразливий для звичайної зброї, міста занепали.З кожним днем світ наближався до повного знищення. Залишилась остання надія вимираючого людства. Після створення "Божественні Дуги" біологічної зброї на основі "Клітин Оракула" - тих, хто міг їх використовувати, об'єднували в загони.
У світі, де панують шалені боги, Поглиначі Богів ведуть свою нерівну війну...

## Персонажі
Ленко Уцугі — хлопець, який мріє винищити всіх Арагамі та знову зробити світ вільним. Хоча він прагне до досягнення мети всім серцем, працювати в команді поки що вміє погано. Історія починається з того, як він стає початківцем Пожирачем Богів в Далекосхідному Відділі.
Ліндо Амамія — керівник Першого Підрозділу Далекосхідного Відділу. Досвідчений Пожирач Богів з багатим слушним службовим списком. З боку він здається безпристрасним. Вважає, що найважливіше — всім повернутися живими з бою.
Сома Шиказаль — почав брати участь в битвах з раннього дитинства, він володіє видатними бойовими навичками й унікальною інтуїцією. Через стиль ведення бою його іноді називають "Богом Смерті". Тримається осторонь від інших.
Сакуя Татібан — заступник. керівника Першого Підрозділу Далекосхідного Відділу Ліндо. Члени загону ставляться до неї як до старшої сестри, на яку завжди можна покластися.
Кото Фудзіко — початківець Пожирач Богів, який вступив в той самий час, що і Ленко. Життєрадісний, щирий і позитивно налаштований хлопець. Дуже дорожить своєю сім'єю і друзями. Завжди піклується про сім'ю, що знаходиться в житловій зоні Далекосхідного Відділу.
Аліса Іллівна Аміелла — початківець Пожирач Богів, яка прибуде з Російського Відділу Фенріра. Є власницею нового типу, її Божественна Дуга може міняти форму. Судячи з мови та манер — дуже горда особа.

## Пожирачі Богів
Єдині, хто може вбивати Арагамі за допомогою "Божественних Дуг" - зброї, створеної на основі "Клітин Оракула", виявлених у цих ворогів людства. Вони — остання надія. Той, хто став Пожирачем Богів, повинен не тільки керувати "Божественною Дугою", але також володіти видатними фізичними навичками та здатністю до регенерації. Вони б'ються за межами людських здібностей. Стати Пожирачем Богів може лише той, хто пройшов іспит на сумісність з "Фактором Зсуву" з "Клітиною Оракула". Однак навіть після зарахування проводяться систематичні перевірки на сумісність.

## Арагамі
Загадкові істоти, які раптово з'явилися на початку 2050 року й почали пожирати Землю. Звичайна людська зброя виявилася безсилою проти цих монстрів. За короткий термін населення Землі зменшилося вдвічі, людство опинилося на межі загибелі. 2071 науці стало відомо багато видів Арагамі, від малих до великих, однак багато чого залишається загадкою.

## Божественні Дуги
Зброя проти Арагамі, яка була створена через кілька років після їх появи на Землі. Це біологічна зброя створена на основі "Клітин Оракула" Арагамі. Ними можуть користуватися тільки біологічно сумісні з Божественними Дугами Пожирачі Богів. Бувають різних видів: від різної форми мечів до вогнепальної зброї. Нове покоління Божественних Дуг вже в процесі розробки.